# Jean Guiart
Jean Guiart (22 de julio de 1924-4 de agosto de 2019)  fue un antropólogo y etnólogo francés especializado en Melanesia . De 1972 a 1982 fue presidente de la Société des Océanistes. Era hijo del parasitólogo Jules Guiart.   
Guiart nació en Lyon en una larga línea de médicos e investigadores médicos.  Inicialmente estudió en la Facultad Protestante de Teología de París, antes de pasar a estudiar etnología en la École pratique des hautes études (EPHE).  En 1944, el Musée de l'Homme lo contrató para ayudar a inventariar su colección.  En 1945 se incorporó a la Société des Océanistes .  En 1947 se licenció en lenguas oceánicas en la École nationale des langues orientales vivantes y se trasladó a Nueva Caledonia para trabajar en el Instituto Francés de Oceanía.  Obtuvo un diploma en etnología colonial del Instituto de Investigación para el Desarrollo y luego realizó trabajo de campo en las Nuevas Hébridas (la actual Vanuatu ). 
De 1968 a 1973 fue director de estudios de la EPHE y luego, de 1973 a 1988, director del laboratorio de etnología del Museo del Hombre.  De 1972 a 1982 fue presidente de la Société des Océanistes y fue su vicepresidente de 1961 a 1971 y de 1982 a 1995.  Tras jubilarse vivió en Numea, y luego en Punaauia, en la Polinesia Francesa .  Fundó las editoriales Le Rocher-à-la-Voile en Nueva Caledonia y Te Pito O Te Fenua en la Polinesia Francesa,  así como la revista Connexions . 
Murió en Punaauia el 4 de agosto de 2019.